# Hans Spemann
Hans Spemann (Stuttgart, 27 de junio de 1869-Friburgo de Brisgovia, 12 de septiembre de 1941) fue un embriólogo alemán, galardonado en 1935 con el Premio Nobel de Medicina por el descubrimiento del efecto conocido en la actualidad como inducción embriológica.

## Biografía
Hans Spemann estudió medicina en la Universidad de Heidelberg y zoología en el Instituto Zoológico de la Universidad de Wurzburgo. Nombrado director del Instituto de Zoología de la Universidad de Rostock en 1908, fue director del Instituto de Biología Kaiser-Wilhelm de Berlín (1914) y profesor de zoología en la Universidad de Friburgo (1919), de la que se convertirá en rector entre 1923-1924.

## Obra
Una pregunta central en la biología del desarrollo es cómo la forma y el patrón emergen de los principios simples de un óvulo fecundado. Cómo y cuándo las células individuales y los tejidos deciden qué camino de desarrollo escoger, si los destinos de células de alguna manera son predeterminados, o las células y los tejidos interactúan entre sí para orquestar los procesos de desarrollo (Marte, 2004).
Hans Spemann junto con su estudiante Hilde Mangold reconocen un principio fundamental durante el desarrollo: la inducción y otras interacciones célula-célula (Wolpert et al., 2007; Marte 2004). Proporcionaron por primera vez una evidencia inequívoca de que el destino de la célula y tejido puede ser determinada por las señales recibidas de otras células (Wolpert et al., 2007; Marte 2004).
Spemann fue el primer embriólogo en identificar un campo morfogenético en sus experimentos con cristalinos de rana. Luego redirige su investigación fuera de la formación de determinados órganos (ojos, oídos, hígado) hacia mirar el problema de las primeras etapas de la determinación embrionaria (Gilbert, 2006). Esta experiencia le prepararía para la serie crucial de experimentos que le condujeron al descubrimiento del área embrionaria en la gástrula anfibia, conocido como "El Organizador de Spemann" (también conocido como el organizador de Spemann-Mangold). Estas pequeñas regiones fueron llamadas el organizador ya que parecían ser las responsables de controlar la organización del cuerpo embrionario completo (Wolpert,2007). Debido a este descubrimiento, Spemann recibió el Premio Nobel de Medicina en 1935, uno de solo dos premios recibidos en investigación embrionaria (Wolpert et al., 2007).
El experimento fue realizado en embriones de salamandra de la misma especie en la fase de gastrulación, poniendo a prueba el estado de determinación de la gástrula temprana de la salamandra. Con este fin, trasplantó pequeñas regiones de embriones procedentes de una región de la gástrula de la salamandra a una nueva región en otra gástrula. El tejido injertado fue tomado del labio dorsal del blastoporo(Wolpert), al injertar el tejido entre las especies de salamandra de diferente pigmentación, el destino de los tejidos del huésped y el injerto se podían distinguir. Se indujo la formación de los tejidos neurales a partir del ectodermo que de otro modo supone un destino epidérmico y causó dorsalización del mesodermo ventral, lo que lleva a la formación de somitas. Esto dio lugar a la formación de un segundo eje embrionario, y por lo tanto un embrión gemelo, en el sitio del injerto. Todas las estructuras estaban compuestas tanto por el injerto como por las células del huésped. Además, señaló la extensión convergente de la placa neural posterior.
En 1924, Spemann y Mangold publicaron algunas de las conclusiones de sus descubrimientos en los trasplantes del labio dorsal del blastoporo. Encontraron (a) que los trasplantes del labio dorsal del blastoporo se habían invaginado casi por completo, (b) que el tejido trasplantado, provocó la formación de una placa neural secundaria compuesta casi enteramente de los tejidos del huésped, y (c) que, si bien la notocorda se derivó principalmente de tejidos de donantes, el mesodermo acompañante fue una combinación de las células de los donantes y de las células del huésped. Algunos somitas eran quiméricos, algunos completamente del hospedero, algunos completamente del donante (Gilbert, 2006).